# Mohsen Rezaí (taekwondo)
Mohsen Rezaí (30 de enero de 1998) es un deportista afgano que compite en taekwondo.
Ganó una medalla de bronce en los Juegos Asiáticos de 2022 y dos medallas en el Campeonato Asiático de Taekwondo, oro en 2021 y bronce en 2022.

## Palmarés internacional
| Juegos Asiáticos    | Juegos Asiáticos          | Juegos Asiáticos  | Juegos Asiáticos |
| Año                 | Lugar                     | Medalla           | Categoría        |
| ------------------- | ------------------------- | ----------------- | ---------------- |
| 2022                | Hangzhou (China)          | Medalla de bronce | –58 kg           |
| Campeonato Asiático |                           |                   |                  |
| Año                 | Lugar                     | Medalla           | Categoría        |
| 2021                | Beirut (Líbano)           | Medalla de oro    | –58 kg           |
| 2022                | Chuncheon (Corea del Sur) | Medalla de bronce | –58 kg           |